# 아웃렛

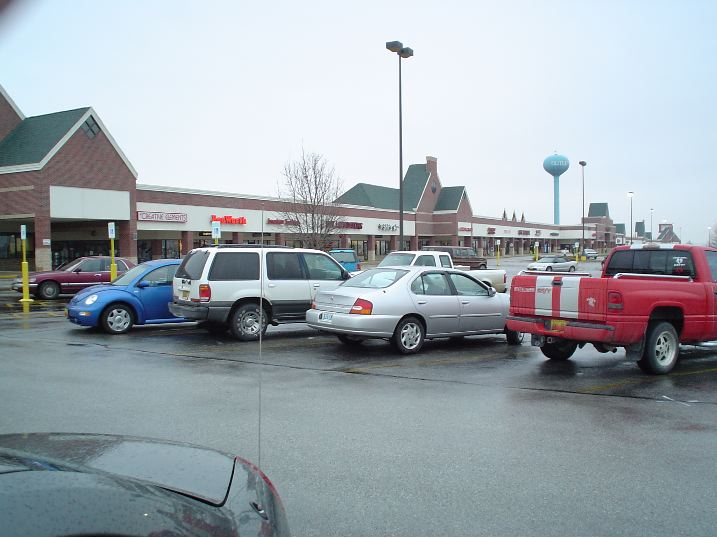
네브래스카 크로싱 아웃렛 몰 (미국 네브래스카주 그레트나, 2004년)

아웃렛(outlet store, factory outlet, factory shop)은 1980년대에 미국에서 탄생한 새로운 유통업의 형태로, 주로 재고품이나 이월 상품을 저렴한 가격으로 판매하는 몇몇 매장을 한데 모아 하나의 몰(outlet mall)을 형성한 상업 시설을 말한다. 참고로, 아웃렛의 표준 영어 발음은 '아웃-레트'이며 마지막의 '트'는 거의 들리지 않는다. 대한민국에서는 아울렛으로 쓰기도 하는데 이는 외래어 표기법 상 잘못된 것이며, 아웃렛으로 적고 비음화가 일어난 아운넫 또는 유음화가 일어난 아울렏으로 발음한다.

## 역사
아웃렛은 1930년대에 미국 동부에서 처음 등장하였다. 공장 가게들이 손상되거나 여분의 물품들을 낮은 가격에 직원들에게 제공하기 시작했다. 어느 시점 이후 참여자 수는 직원이 아닌 사람들을 포함하는 데까지 확장되었다.

## 대한민국의 아웃렛
대한민국 아웃렛의 시작은 마리오아울렛이 가산동 패션타운(구, 구로공단)에 2001년 최초로 설립해 16년간 운영해 오고 있다. 현재는 1~3관의 3개관에 600여 브랜드를 보유한 아시아 최대규모의 패션타운을 완성해 운영중이다. 상설제품과 아울렛 전용상품등을 판매한다. 현재는 대기업 계열인 롯데의 롯데아울렛, 롯데프리미엄아울렛, 롯데팩토리아울렛, 신세계의 프리미엄아울렛, 이랜드의 뉴코아아울렛, 2001아울렛, 동아아울렛, NC아울렛, 현대백화점의 현대아울렛, 현대프리미엄아울렛, 현대시티아울렛 등이 있고 중견기업이 운영하는 세이브존과 모다아울렛 등이 있다. 이외에도 가산동을 중심으로하는 마리오아울렛, W몰 등이 있으며 퀸스로드(대구), 애플아울렛(부산), 로데오타운(대전), 세정아울렛(광주), 메가월드(전주), 에버세이브(청주), 퍼스트빌리지(아산) 등 지역별로 유명 아웃렛들이 존재한다. 마리오아울렛, W몰 ,김포공항아울렛, 모다아울렛, 애플아울렛을 들어 5대 패션 아울렛이라 부르기도했다. 간혹 패션아일랜드를 포함하여 6대 아울렛으로도 불렸으며 대기업아울렛 및 여타아울렛의 성장으로 5대, 6대의 개념이 많이 희석되었다. 롯데, 신세계의 프리미엄아울렛, 이랜드와 세이브존의 뉴코아, 2001, 동아, NC, 세이브존 등 중저가아울렛은 어느정도 시장이 분리되어있다고 보면된다. 대부분의 지역아울렛들은 명품이 빠진 일반 아울렛과 중저가아울렛이 혼합된 형태이다. 이는 입점브랜드에 따른 암묵적인 구분이다. 즉 프리미엄아울렛에 A급, B급 브랜드가 입점한다면 일반아울렛엔 B급, C급, D급 브랜드가 입점하고 중저가 아울렛엔 C급,D급 브랜드가 주로 입점한다. A급은 명품과 수입브랜드, B급은 내셔널 메이저 브랜드,C급은 백화점 입점 중소 브랜드, D급은 아울렛 및 대형마트 입점 브랜드이다.

### 운영 형태에 따른 유형
운영형태에 따라 직영아울렛과 임대 분양형 아울렛으로 나눌수 있다. 직영 아울렛은 매출을 직접관리하는 주체가 있는 반면 임대분양형아울렛은 사업자가 수수료를 받고 공간을 빌려주는 형태 또는 공간을 분양하는 형태를 취한다. 직영 아울렛은 백화점과 같은 유통업체와 유사성이 있으나 임대분양형은 부동산개발업체와 유사성이 있다. 실제 임대분양형아울렛은 유통업체로 여겨지지 않는다. 지자체에서 관리하는 대규모점포에서도 빠져있다.

## 같이 보기
- 백화점
- 쇼핑몰